# Happy Go Licky
Happy Go Licky — американський пост-хардкор гурт, створений навесні 1987 року, у Вашингтоні.
Хоча Happy Go Licky мав такий самий склад гурту, як і попередники, Rites of Spring, але вони мали зовсім іншу музичну програму та набагато більше експериментували.
Часто включаючи петлі магнітної стрічки та звукові ефекти на своїх концертах; крім того, їхні пісні часто були повністю імпровізовані та мали незвичайні структури.
У 1988 році гурт випустив шість концертних пісень на 12" платівці, на власному лейблі Peterbilt Records. Тираж був обмежений 1000 копіями, і його вже давно немає.
Happy Go Licky відіграв лише сім концертів (три в D.C. Space, три в клубі 9:30, один у Food For Thought, усі розташовані у Вашингтоні), перш ніж розпастися на Новий рік у 1988 році.
Гай (Guy Picciotto) і Брендан (Brendan Canty) продовжили гру з Fugazi.
Майк Феллоуз (Mike Fellows) продовжував грати в Little Baby, Getaway Car, Royal Trux, Air Miami та Mighty Flashlight.
У 1997 році Dischord випустили "Will Play", компакт-диск із 21 піснею, який містить ці 6 пісень, а також 15 раніше невиданих записів, зібраних з концертних виступів тих часів.
Склад гурту:
- Гай Пічіотто (Guy Picciotto)
- Едвард Дженні (Edward Janney)
- Майк Феллоуз (Mike Fellows)
- Брендан Канті (Brendan Canty)